# Eala
Eala é um gênero de traça pertencente à família Arctiidae.